# Teesdaliopsis
Teesdaliopsis là chi thực vật có hoa trong họ Cải.